# Shūrjeh
Shūrjeh (persiska: شورجا, شورجه, شُّرچِه, سَرجاه, Shūrjā) är en ort i Iran.   Den ligger i provinsen Zanjan, i den nordvästra delen av landet, 280 km väster om huvudstaden Teheran. Shūrjeh ligger 1 590 meter över havet och antalet invånare är 241.
Terrängen runt Shūrjeh är platt åt sydväst, men åt nordost är den kuperad.Runt Shūrjeh är det ganska glesbefolkat, med 34 invånare per kvadratkilometer. Närmaste större samhälle är Sohrevard, 15,8 km nordost om Shūrjeh. Trakten runt Shūrjeh består i huvudsak av gräsmarker.